# Busto di Camilla Barbadori
Il busto di Camilla Barbadori è una scultura in marmo realizzata da Gian Lorenzo Bernini e conservata presso lo Statens Museum for Kunst di Copenaghen. Realizzata nel 1619, raffigura l'allora già defunta madre di Maffeo Barberini. Camilla, infatti, era deceduta nel 1609. Barberini sarebbe divenuto papa con il nome di Urbano VIII nel 1623.

## Storia e descrizione
Opera degli anni giovanili del Bernini, era stata concepita per essere esposta nella cappella di famiglia nella basilica di Sant'Andrea della Valle a Roma, insieme ad un altro busto, quello del padre di Maffeo Barberini, Antonio Barberini.
Ciò che risalta in quest'opera è il gioco del chiaroscuro, in particolare è evidente nel contrasto tra il viso liscio e luminoso della donna e le ombre che il mantello crea all'altezza del collo, così come negli occhi che, visti da lontano, appaiono pieni di vita. Questo perché Bernini ha scavato dei solchi piuttosto profondi attorno alle pupille, creando un'ombra profonda alla quale lo spettatore può dare la propria interpretazione.